# حسین فتاحی (نویسنده)
حسین فتاحی (متولد ۱۳۳۶ یزد) نویسنده ایرانی است، حسین فتاحی حدود چهار دهه از عمر خود را صرف تألیف آثاری در حوزه کودک و نوجوانان کرده‌است و حدود ۲۰۰ عنوان کتاب در کارنامه خود دارد.
حسین فتاحی در رشته‌های تألیف، ترجمه، بازنویسی آثار کلاسیک فارسی و داستان‌های دینی – تاریخی برای کودکان و نوجوانان آثار متعددی منتشر کرده‌است.
آتش در خرمن، پسران جزیره، عشق سال‌های جنگ و پری نخلستان در زمینه ادبیات پایداری است. امیر کوچولوی هشتم، راهزن‌ها، بچه‌های سنگان و… رمان‌هایی است برای نوجوانان و قصه‌های شاهنامه، سمک عیار، قصه‌های مثنوی، هزار و یک شب و… از بازنویسی متون کهن به چاپ رسیده‌است.
۱۴ قصه، ۱۴ معصوم، پیامبران و قصه‌هایشان و مجموعه ۱۲ جلدی ۳۰ قصه با پیامبر، قصه‌های دینی – تاریخی هستند.
همچنین، مجموعه تو هم می‌توانی، اولین تجربه‌های تو، استنلی پسرک کاغذی و مجموعه ۱۲ جلدی قصه‌های مزرعه از جمله ترجمه‌های این نویسنده برای کودکان است.

او در دورۀ وزارت احمد مسجدجامعی در فاصله سال‌های ۱۳۸۲ تا ۱۳۸۴ از اعضای هیئت نظارت کتب کودک و نوجوان بوده است.

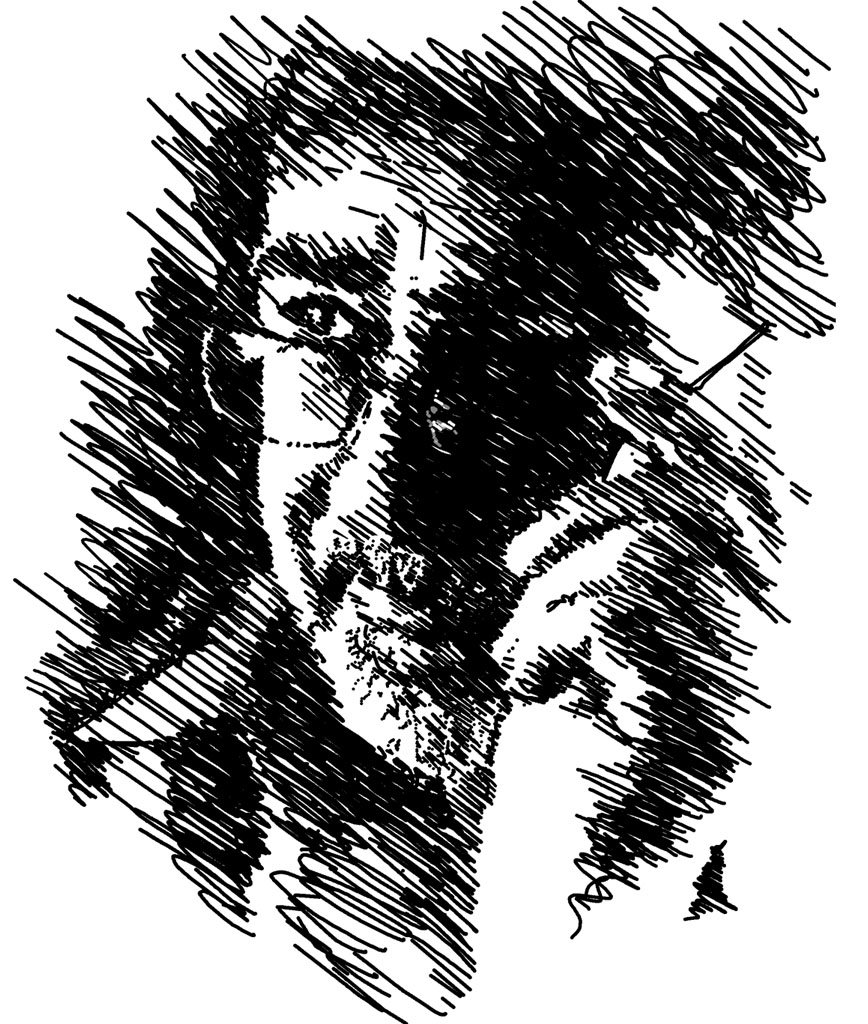
حسین فتاحی

## زندگی‌نامه
این متن از زبان خود نویسنده است:
ظاهراً همراه با بهار سال ۱۳۳۶، من هم اظهار وجودکردم و اولین گریه ام را در نیمه شب پنجم عید سردادم. زمانی که بچه‌ها خواب بودند و خواب عیدی‌هایی که گرفته بودند، می‌دیدند. شش ساله بودم که با آمدن سپاه دانش به روستا، شاگرد مدرسه ای شدم. مدرسه ای که شاید تا شش ماه کتاب و دفتری در کار نبود و آن معلم جوان، با قصه‌هایش ما را سرگرم می‌کرد. معنی درس و مدرسه برای ما چیز دیگری بود. دنیاهای عجیب و سحرانگیزی که معلم جوان ما در قصه‌هایش، برای ما تصویر می‌کرد، چنان روح و جسم ما را مسحور می‌کرد که هنوز آفتاب نزده ما را به در خانه ای که مدرسه مان بود، می‌کشاند.
کلاس اول و دوم، همین جوان، معلم ما بود و بعد که او سربازیش تمام شد، مدرسهٔ ما رسماً جزو مدارس آموزش و پرورش درآمد و من به کلاس سوم رفتم. با اینکه روستای ما، یعنی حسن‌آباد در فاصله بیست کیلومتری شهر یزد قرار دارد، ولی مدرسه ای دو اتاقه داشت. یک اتاق، اتاق معلم بود. و اتاق دیگر هم کلاس ما بچه‌ها. یادم نیست در هر کلاس چند دانش آموز بودیم، اما می‌دانم که ما همه دانش آموزان مدرسه مان یک معلم داشتیم. هر ساعت معلم ما مجبور بود، وقتش را طوری تقسیم کند که هر شش کلاس از وجود او استفاده کنند.
من در چنین مدرسه ای تا کلاس ششم درس خواندم و در امتحانات نهایی ششم ابتدایی، جزو ده نفر اول بخش بودم. آن سال تابستان اصلاً قصد و بنای ادامه تحصیل نداشتم. با تعطیلی مدرسه، پدرم دستم را گرفت و رفتیم سر جاده تا مرا ببرد تهران که کاری یاد بگیرم. خوب است پرانتزی باز کنم. پدرم سه شغل مهم داشت. هم کشاورز بود و آب و ملک و گاو و گوسفند داشتیم و هم بنای آبادی. شاید بیشتر خانه‌های روستای خودمان و روستاهای اطراف را او ساخته بود. بیشتر مدرسه‌ها، حمام‌ها و آب انبارهای آن منطقه به دست او ساخته شده بودند.
با این دو شغل مهم، او روضه خوان هم بود و شب‌هایی که روضه خوانی بود، او هم منبر می‌رفت. ما چهار برادر بودیم و یک خواهر. البته پنج خواهرکوچک من در همان سالهای اول زندگی عمرشان را به شما دادند.
برادرهایم، هر یک‌وقتی به سن نوجوانی رسیده بودند، مشغول کار شده و زمانی که من دوره شش ساله ابتدایی را تمام کردم، دو برادر بزرگترم، در تهران برای خودشان خانه و زندگی و زن و بچه داشتند. پدرم مرا آورد و سپرد دست این دو برادر تا کاری یادم بدهند و رسم و راه زندگی.
و من شدم شاگرد بنا. هر روز همراه برادرم می‌رفتم سر کار. اما آن سال تابستان تقدیر چنان بود که ما برای یک دانشجوی دوره فوق لیسانس اقتصاد کار می‌کردیم. در این آمد و رفت‌ها این دانشجو با من دوست شد و از درس و مدرسه ام پرسید و زمانی که فهمید، آمده‌ام تا برای همیشه کار کنم، با برادرم حرف زد و حرف زد و چنان شد که در پایان تابستان برادرم مرا برد ناصرخسرو، یک کت، یک کتانی از فروشگاه وین و یک دوچرخه کهنه برایم خرید و بعد هم با یک بلیط تهران – یزد مرا روانه کرد. همه مزدی که در این سه ماه کار کردن گرفته بودم در جیبم بود. شب تا صبح با دنیایی فکر و خیال نسبت به آینده به سر بردم، می‌دانستم که پدرم با این کار موافق نیست. همین‌طور هم بود. دور از چشم پدر به دبیرستان رفتم و ثبت نام کردم و زمانی که پدرم از دبیرستان رفتنم باخبر شد، تا دو ماه با من قهر بود. از آن پس کارم همین بود، تابستان‌ها و تعطیلات کار می‌کردم، تا خرج تحصیلم را درآوردم.
سه ساله اول متوسطه، یعنی تاکلاس ۹ را در دبیرستان تربیت «مجومرد» که امروز نام رضوان شهر را بر آن نهاده‌اند گذراندم و سه ساله دوم دبیرستان را در دبیرستان ایرانشهر یزد و در رشته ریاضی به پایان بردم. سال ۵۴ بود.
در کنکور سراسری با اینکه رتبه ۱۹۳۶ در بین کل شرکت کنندگان را داشتم در رشته حسابداری و مدیریت دانشکده علوم اداری دانشگاه تهران ادامه تحصیل دادم.
قصدم این بود که با رفتن به کلاس‌های کنکور و هنر، در رشته نقاشی ادامه تحصیل دهم. ولی دانشگاه و فضای سیاسی حاکم بر آن، در آن سال‌ها، دنیای ذهنی مرا عوض کرد. نه تنها دنیای ذهنی، بلکه ایده‌آل‌ها، امید و آرزوهایم را. روزها در محیط دانشگاه و در کلاس‌های درس و شب‌ها هم در خوابگاه دانشجویی، یعنی کوی دانشگاه تهران، فرصتی پیش آورد تا زندگی کامل دانشجویی داشته باشم. شاید بشود گفت که سالهای ۱۳۵۴ تا ۱۳۵۷ بهترین سال‌های مبارزات دانشجویی بوده‌است. در این سال‌ها، کمتر شاهد انحراف در مبارزات دانشجویی هستیم.
دلیلش هم حضور دانشجویان در مجامع و محیط‌های مذهبی و مردمی بود. به همین دلیل، من جزو خوش شانس‌ترین دانشجویان آن زمان بودم. در همان ترم اول، پایم به کتابخانه‌های دانشجویی باز شد. کتابخانه‌های دانشجویی، کتابخانه‌هایی بودند، جدا از کتابخانه‌های رسمی دانشکده‌ها. دانشجویان مبارز هر دانشکده کتابخانه کوچکی تشکیل داده بودند و عمده کتاب‌های موجود در آن کتابخانه، کتاب‌هایی بود که یا در بیرون موجود نبود و رژیم شاه آنها را ممنوع الچاپ کرده بود، یا کمیاب بود یا به خاطر محتوی کتاب ارزش آن را داشت که در چنین کتابخانه ای جای گیرد. من بچه روستایی که به خاطر نبود امکانات از هر جهت، کمتر کتاب خوانده بودم، حالا به دریایی زلال و بی پایان رسیده بودم. می‌توانم ادعا کنم که مشتری دائمی چند کتابخانه دانشجویی بودم و آن قدر کتاب خواندم که جبران ده، پانزده سال کم مطالعه کردنم شد. بیشتر کتاب‌هایی که می‌خواندم کتاب‌های داستانی بود و در میان این کتاب‌های داستانی هم داستان‌هایی که برای نوجوانان نوشته شده بود، سالمتر و با روحیه من بچه روستایی سازگارتر بود.
سال ۱۳۵۷، یعنی در اوج جریان انقلاب اسلامی، من در یکی از مدارس تهران، معلم ریاضی سال دوم راهنمایی بودم. بچه‌ها با من راحت بودند. در ضمن درس ریاضی، می‌دیدم که بچه‌ها بین خودشان پچ پچ می‌کنند. گاهی یواشکی خبری به هم می‌رساندند و گاهی در حال نقشه کشیدن هستند، تقریباً می‌توانستم بفهمم که آنها چه می‌کنند. آنها هم جزیی از این جریان عظیم انقلابی بودند. اول کاری به کارشان نداشتم، چرا که فکر می‌کردم، اینطوری راحت ترند و بهتر کارشان را پیش می‌برند، اما کم‌کم رابطه ما چنان صمیمانه شد که گاهی می‌آمدند و از برنامه‌هایشان برایم تعریف می‌کردند. این رابطه، نقطه شروع فکری بود که بعدها به رمان مدرسه انقلاب تبدیل شد. البته آن زمان من اصلاً فکر نمی‌کردم رمان می‌نویسم. فکر می‌کردم حالا که من شاهد مبارزه و فعالیت شاگردانم هستم، بنویسم تا حداقل برای خودم بماند.
مبارزات مردم اوج گرفت و به پیروزی رسید و من چون پرکاهی بودم که روی رودخانه ای غران قرار گرفته باشد. جریان توفنده انقلاب مرا هم با خود می‌برد.
به خاطر علاقه و ارتباطی که با بعضی دوستان داشتم رفت و آمدی با بچه‌های تشکیل دهنده حوزه اندیشه و هنر اسلامی داشتم. در اولین کلاس‌های داستان آنجا شرکت می‌کردم. قصه می‌نوشتم و قصه‌هایم را در جلسات قصه آنجا می‌خواندم. تا اینکه یک روز، رمان مدرسه انقلاب را به یکی از دوستان دادم تا مطالعه کند. (آقای امیرحسین فردی) و نظراتش را به من بدهد. اتفاقاً در همان زمان ایشان به کیهان بچه‌ها رفتند و چند روز بعد که برای گرفتن جواب رفتم، مجبور شدم بروم کیهان بچه‌ها. آن روز آقای فردی به من خبر داد که نوشته را خوانده‌ام و قرار است در مجله کیهان بچه‌ها چاپ شود. راستش کمی شوکه شدم. تا یک ماهی که طول کشید و اولین شماره آن چاپ شد، ذهنیت عجیبی داشتم. و آن روز که اولین شماره مدرسه انقلاب چاپ شد. مجله را ورق زدم، به داستان خودم که رسیدم، تا چند دقیقه ای به آن خیره شدم. پیش خودم می‌گفتم: آیا راستی راستی این داستان من است؟ این نوشته من است. و بعد از چند دقیقه، پذیرفتم که بله، این نوشته من است. از آن روز، حالت خاصی در من ایجاد شده بود. حالتی که انگار به همه قول داده بودم داستان بنویسم و نمی‌خواستم بدقول شوم. این بود که همه فکر و ذهنیتم نوشتن بود.
با چاپ داستان مدرسه انقلاب همکاری من هم با مجله کیهان بچه‌ها شروع شد. برای مجله، داستان می‌نوشتم، مجموعه ای از مطالب علمی برای بچه‌ها که بعدها با شخصیت عمو حسین ادامه یافت، نقد و معرفی کتاب و … شاید از سالهای ۱۳۶۴ – ۱۳۶۵ بود که جلسات قصه کیهان بچه‌ها به بنده سپرده شد. همچنین مسئولیت تأمین و انتخاب قصه‌های مجله که تا سال ۱۳۷۵ ادامه داشت. سالهایی که بیشترین و بهترین سالهای کاری من بود. از سال ۷۵ حدود یک سال مرا به تحریریه روزنامهٔ کیهان فرستادند. برای کار در صفحه ادبی روزنامه، اما از آنجا که به نوع نگاه سردبیر روزنامه که نقد و بررسی‌های جهت دار و دسته‌بندی نویسندگان به خودی و غیرخودی بود، اعتقادی نداشتم، هیچ مطلبی در آن صفحه چاپ نکردم. بعد از یک سال به انتشارات کیهان رفتم و چهار، پنج سالی هم کارشناس ادبی آنجا بودم، سرانجام به این نتیجه رسیدم که آنجا جای من نیست و خودم را بازخرید کردم و از کیهان بیرون آمدم.
سال ۸۱ بود که به حوزه هنری رفتم. عضوی از مرکز آفرینش‌های ادبی حوزه و مسئول کلاس‌های قصه‌نویسی آن مرکز شدم. از ۸۱ پانزده، شانزده سالی هم مدرس کلاس‌های قصه‌نویسی حوزه هنری بودم.
حاصل این چهل سالِ کار ادبی، ۹ رمان نوجوانانه؛ آتش در خرمن (رمان برگزیده و کتاب سال ۶۷ وزارت فرهنگ و ارشاد اسلامی)، مدرسه انقلاب، کودک و طوفان، بچه‌های سنگان، امیرکوچولوی هشتم (برگزیده جشنواره ادبی کانون پرورشی به انتخاب داوران نوجوان)، راهزن‌ها (کتاب برگزیده تشویقی ارشاد)، زندانی قلعه هفت حصار، پری نخلستان (رمان برگزیده تشویقی ارشاد) و پسران جزیره.
دو رمان بزرگسال عشق سال‌های جنگ که براساس آن سریالی ۱۳ قسمتی در شبکه سه سیما ساخته شد و فصل کبوتر (رمان برگزیده دوم جشنواره داستان انقلاب حوزه هنری).
حاصلِ این چهل سال کار ادبی، این آثار است:

## رمان نوجوانانه
آتش در خرمن (رمان برگزیده و کتاب سال ۶۷ وزارت فرهنگ و ارشاد اسلامی)
مدرسه انقلاب
کودک و طوفان
بچه‌های سنگان
امیرکوچولوی هشتم (برگزیده جشنواره ادبی کانون پرورشی به انتخاب داوران نوجوان)
راهزن‌ها (کتاب برگزیده تشویقی ارشاد)
زندانی قلعه هفت حصار
پری نخلستان (رمان برگزیده تشویقی ارشاد)
پسران جزیره

## رمان بزرگسال
عشق سال‌های جنگ (که براساس آن سریالی ۱۳ قسمتی در شبکه سه سیما ساخته شد)
فصل کبوتر (رمان برگزیده دوم جشنواره داستان انقلاب حوزه هنری)

## داستان کوتاه و مجموعه داستان
قصه ای که راست بود
قهرمان
در پناه خانه دوست
قصه‌های کوچک برای بچه‌های کوچک
رودخانه ای که راهش را گم کرده بود
قصه‌های حسن کچل

## ترجمه‌ها
کوه‌ها و آتشفشان‌ها
مادرجان مرا دوست داری؟
دوستان من
استنلی پسرک کاغذی
قصه‌های مزرعه (۱۲ جلدی)
تو هم می‌توانی (۶ جلدی)
اولین تجربه‌های تو (۱۰ جلدی)
آدم‌های زیاده رو (۶ جلدی)

## بازآفرینی‌ها
قصه‌های شاهنامه
سمک عیار
قصه‌های مثنوی
قصه‌های هزار و یک شب
قصه‌های جوامع الحکایات

## قصه‌های مذهبی
چهارده قصه، چهارده معصوم
پیامبران و قصه‌هایشان
سی روز با پیامبر (۱۲ جلدی)
قصه‌های بانو فاطمه (۱۰ جلدی)
قصه‌هایی از  باقر (۱۰ جلدی)
قصه‌هایی از  جواد (۸ قصه)